# Fort Hedikhuizen
Fort Hedikhuizen bij het plaatsje Hedikhuizen in de gemeente Heusden, werd in 1862 gebouwd. Het vormde een onderdeel van de Zuider Waterlinie en werd gebruikt om de inundatiesluis te beschermen. De sluis maakte het mogelijk op een gecontroleerde manier water vanuit de Maas binnendijks te laten stromen, waardoor een groot gebied onder water kon worden gezet om de vesting Heusden te beschermen tegen een aanval.
Reeds in 1505 is er voor het eerst sprake van een versterking op deze plaats. Nieuwe verschansingen werden in de jaren 1593 en 1755 aangelegd. De oude vervallen verschansing werd in 1755 vervangen door een nieuwe. In 1774 groef men een coupure in de dijk voor de inundatie van de omgeving van Heusden. Deze coupure werd beschermd door een batterij. De bouw van een inundatiesluis en een klein verdedigingsfort begon in 1862. Dit fort bestaat uit versterkte legeringsgebouwen, een aarden wal en een natte gracht. Het fort werd tot 1952 gebruikt en is nog in vrijwel originele staat. In 1952 werden fort en sluis bij Koninklijk Besluit als vestingwerk opgeheven.
In 1993 belandde de sluis op de lijst van beschermde Rijksmonumenten. Het fort is privé eigendom en de sluis werd in 2002 voor een symbolisch bedrag verkocht aan waterschap Aa en Maas. De sluis is in 2002-2003 gerestaureerd en fungeert nu als ‘stapsteen’ in de lokale ecologische verbindingszone.
Op dit moment is het fort in gebruik als feest en evenementen locatie. Bedrijven en gezelschappen kunnen er een evenement houden.

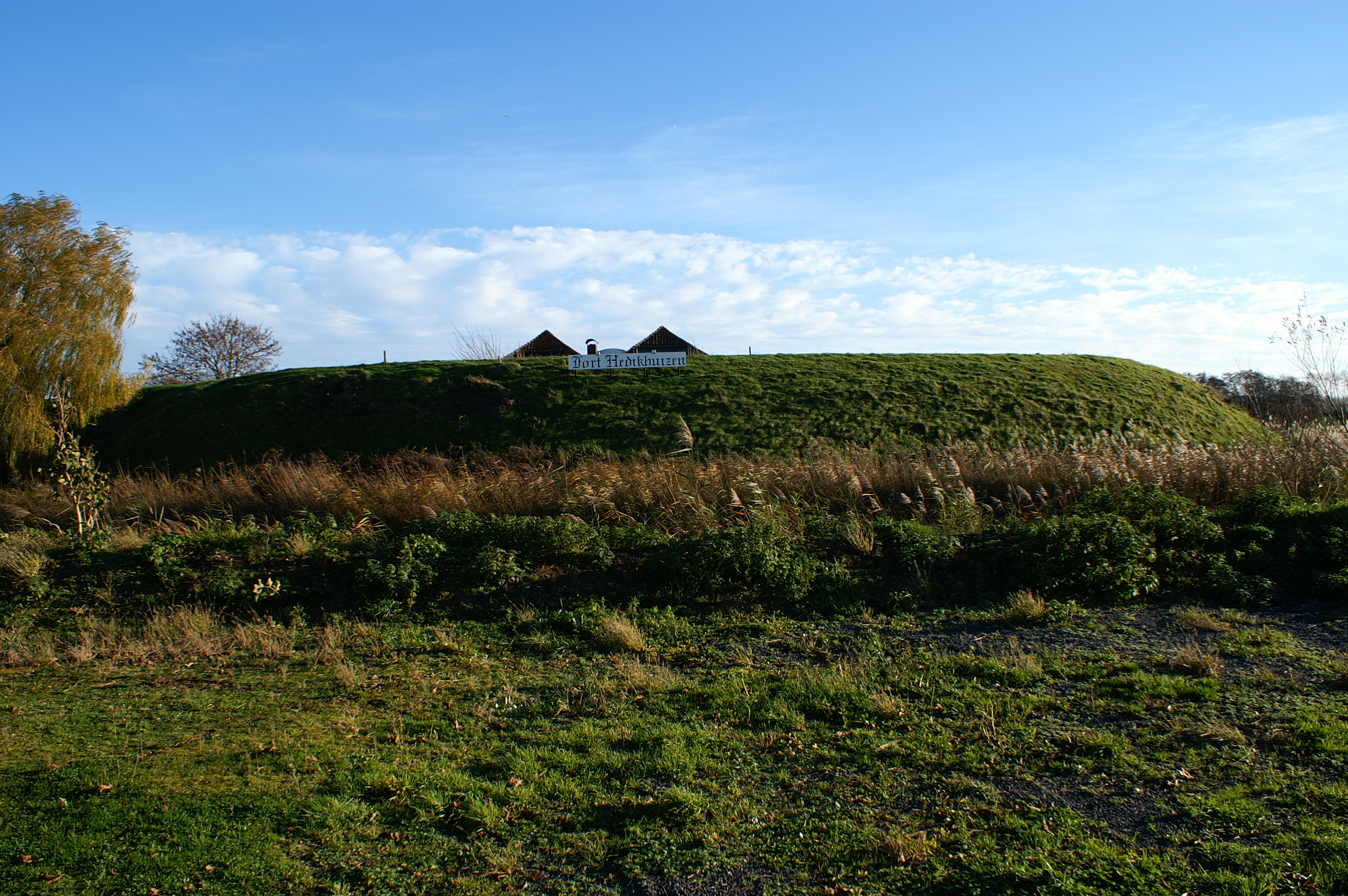
Fort Hedikhuizen
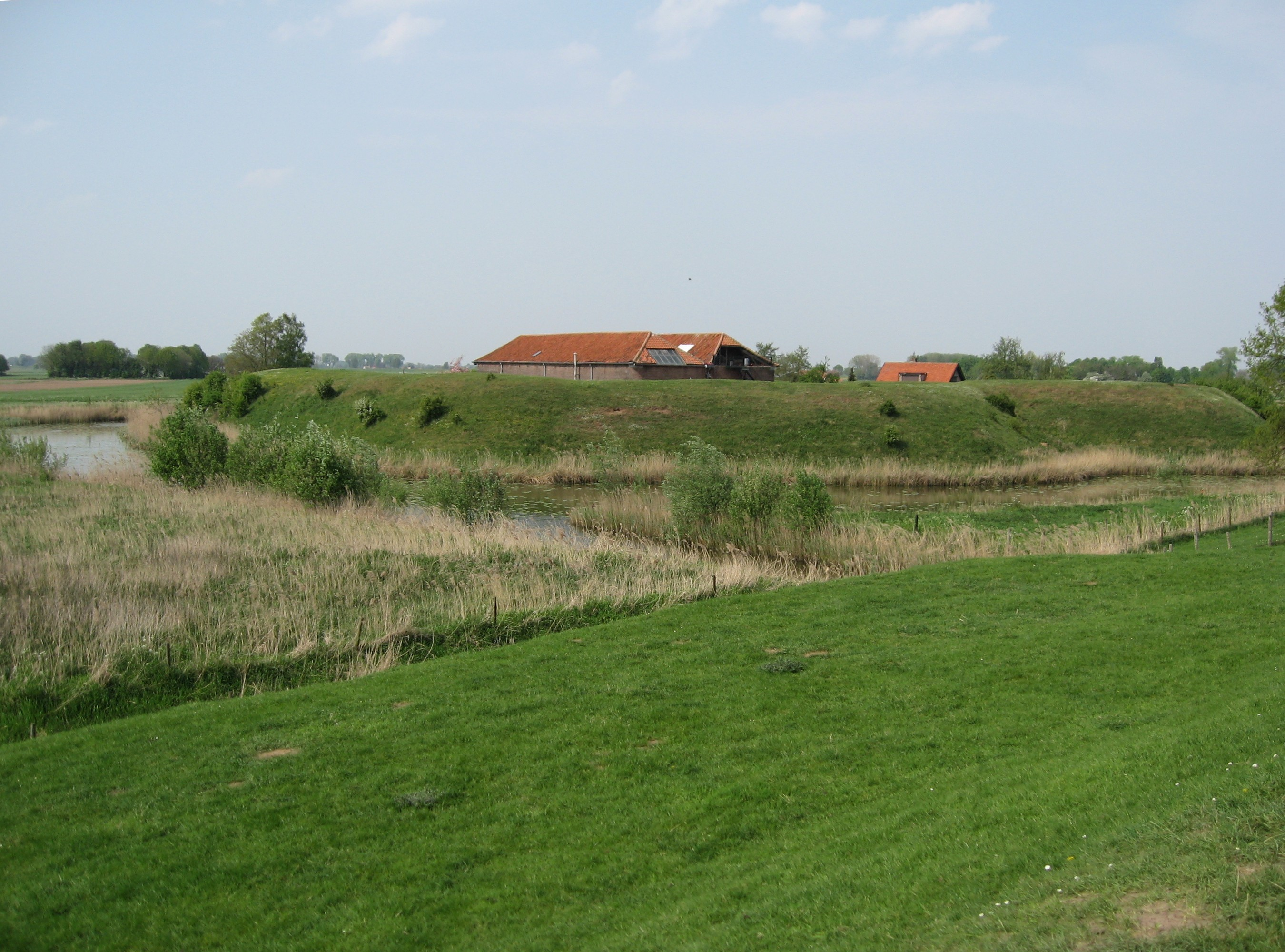
Fort Hedikhuizen (Oostzijde)

## Lees meer
Fort Hedikhuizen en nabijgelegen inundatiesluis op Brabantserfgoed.nl